# علی‌آباد (زبرخان)
علی‌آباد یا علی کوری روستایی در دهستان زبرخان بخش زبرخان شهرستان نیشابور استان خراسان رضوی ایران است.

## جمعیت
بر پایه سرشماری عمومی نفوس و مسکن در سال ۱۳۹۵ جمعیت این روستا ۵۵ نفر (۱۹خانوار) بوده‌است.